# Prisão territorial de Yuma

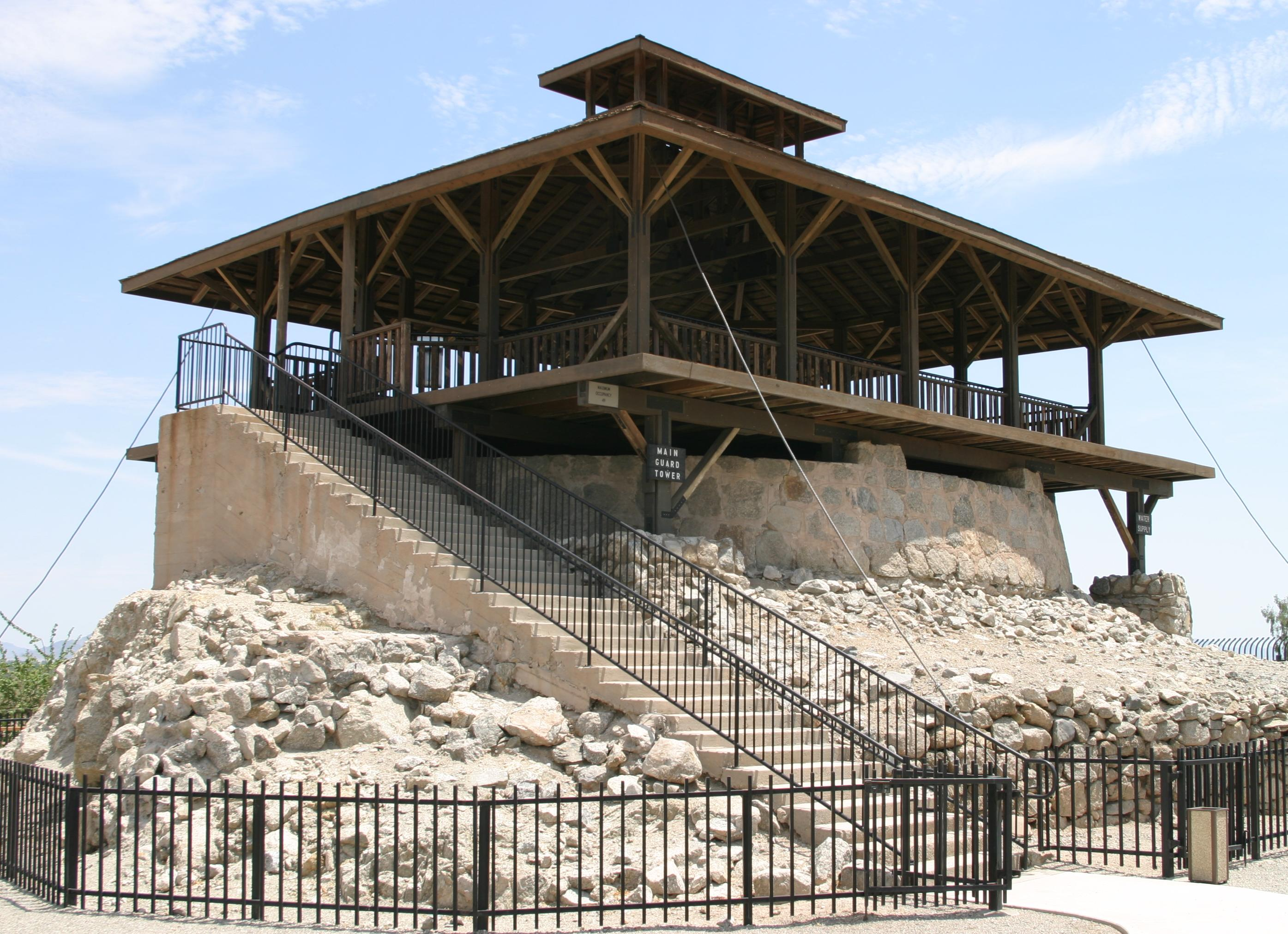
A principal torre de vigilância da prisão de Yuma (Arizona)

A Prisão territorial de Yuma era um presídio no Território do Arizona, nos Estados Unidos da América. O primeiro presidiário deu entrada em 1 de Julho de 1876. Pelos 33 anos seguintes, 3.069 prisioneiros, incluindo 29 mulheres, cumpriram suas penas por crimes vários, desde assassinatos até poligamia. A prisão teve contínuas ampliações e reformas, valendo-se da mão-de-obra dos próprios prisioneiros. Em 1909, o último presidiário deixou a prisão territorial para o Complexo Penitenciário Estadual do Arizona localizado em Florence (Arizona) ("Arizona State Prison Complex - Florence"). A prisão territorial se tornou um museu histórico operado pela Arizona State Parks e sua denominação passou a ser Yuma Territorial Prison State Historic Park.
De 1910 a 1914, a construção serviu de Escola Secundária ("Yuma Union High School"). A imagem do mascote do time de futebol da escola era a face de um criminoso, adotado depois que o time foi xingado de "criminosos" por um time adversário de Phoenix.

## Cultura Popular
A Prisão territorial de Yuma é citada na história Three-Ten to Yuma, um conto de 1953 escrito por Elmore Leonard, e também em duas adaptações cinematográficas da obra: Em 1957, no filme 3:10 to Yuma de Delmer Daves, e 2007 no remake, também chamado de 3:10 to Yuma (dirigido por James Mangold). Em 1969 no filme The Wild Bunch, Pat Harrigan (Albert Dekker) ameaça Deke Thornton (Robert Ryan): "You've got thirty days to get Pike, or thirty days back to Yuma." ("Você tem trinta dias para pegar Pike, ou trinta dias para voltar para Yuma"). No western High Plains Drifter (1973), com Clint Eastwood, e em "Once up a time in west", com Sergio Leone, a prisão de Yuma também é citada.